# Kaolinbergbau Mallersbach
Bis 1975 wurde im niederösterreichischen Mallersbach und im nahe gelegenen Niederfladnitz Kaolin abgebaut beziehungsweise aufbereitet.

## Geschichte
Der händische Abbau von Kaolin wurde in Mallersbach nach dem Ersten Weltkrieg aufgenommen. Das nicht aufbereitete Kaolin wurde mit Fuhrwerken nach Pleißing gebracht und mit der Lokalbahn Retz–Drosendorf abtransportiert.
Planmäßig erschlossen wurde das Vorkommen ab dem Frühjahr 1948 von der Mineralverwertungs-Gesellschaft Mallersbach. Sie führte den Einsatz von Pressluftspaten und Förderbändern ein. Für den Transport des Abraums wurden Diesellokomotiven eingesetzt. 1951 schließlich wurden eine Aufbereitungsanlage mit Feinmahlung und Windsichtung errichtet sowie eine neue Verladeanlage. Die Pressluftspaten bewährten sich allerdings nicht und wurden durch Löffelbagger ersetzt.
Um 1972 war das Kaolinvorkommen in Mallersbach erschöpft, an seiner Stelle wurde ein Vorkommen im nahe gelegenen Niederfladnitz erschlossen. Die zusätzlichen Transportkosten von Niederfladnitz zur Aufbereitungsanlage in Mallersbach und zurück zur Bahnverladung machten den Betrieb allerdings unrentabel. 1975 wurde Konkurs angemeldet und der Betrieb eingestellt.
Zur Bewertung und Sicherung der Rohstoffvorkommen in Niederösterreich wurden auch die Kaolinvorkommen in Mallersbach und Niederfladnitz durch insgesamt 14 Kernbohrungen erforscht. Festgestellt wurden vor allem in der Lagerstätte Niederfladnitz-Ost rund 1,4 Millionen Tonnen Rohkaolin und 0,7 Millionen Tonnen kaolilnhaltiger Ton, welche bergbaulich gewinnbar wären. Wegen seines hohen Eisenanteils wurde das daraus gewonnene Rohkaolin als nur bedingt einsetzbar eingestuft. In Mallersbach wurden keine abbauwürdigen Kaolinvorräte aufgefunden.
Der Abbau der vorgefundenen Kaolinvorräte wurde im Jahr 1980 als wirtschaftlich nicht vertretbar eingestuft. Zukünftige Änderungen der Markt- und Kostenstrukturen beziehungsweise bessere Technologien könnten dies der Untersuchung zufolge jedoch ändern.